# 總鐵結合力
總鐵結合力（TIBC）又稱總鐵結合能力、總鐵結合容量、運鐵蛋白結合力（transferrin iron-binding capacity），為醫學上用於表示转铁蛋白攜帶血中游離铁的能力。TIBC的數值由抽血檢測獲得，評估血液中有能力和鐵結合的蛋白質有多少，並以此間接反映转铁蛋白的含量。過去由於直接測量转铁蛋白相當昂貴，因此藉由量測TIBC來較為簡單便宜。即使今日直接測定转铁蛋白已非難事，但TIBC依然廣被使用。

## 外部連結
- TIBC, UIBC and Transferrin Saturation （页面存档备份，存于） at Lab Tests Online